# Begivenhedshistorie
Begivenhedshistorie er et udtryk brugt inden for historiefaget, der henviser til den slags historieskrivning, der orienterer sig mod specifikke begivenheder og om at kortlægge kronologiske årsagssammenhænge. Udtrykket er nært beslægtet med det franske udtryk histoire événementielle. Begivenhedshistorien udlægges ofte som en kontrast til strukturhistorien, der fokuserer på samfundets basale strukturer. Strukturhistorien lægger sig op ad den franske Annales-skoles fokus på den såkaldte longue durée.